# しらさぎ公園 (久喜市)
しらさぎ公園（しらさぎこうえん）は埼玉県久喜市（菖蒲区域・菖蒲地区）にある都市公園（近隣公園）である。

## 概要
この公園は、1991年（平成3年）3月に、かつてのごみ処分場の跡地を活用し整備された。公園内には筑山や池などが設置され、公園南側にある小山は、別名「ラベンダー山」と称され、6月中旬より7月上旬にかけラベンダーが咲く。公園北側には、池や滝、遊具などが設置されている。公園の中央部は市道が東西に横断しているが、公園の北部と南部とを橋梁を用いて園路を結んでいる。
入園料は無料で常時開放されている。

## 施設
- 野外ステージ
- 池
- 遊具
- 芝広場
- 公園の南部と北部を結ぶ橋
- トイレ
- ベンチ
- 駐車場
- あずまや

## 所在地
- 〒346-0106
- 埼玉県久喜市菖蒲町菖蒲10

## 交通
- 朝日バス「菖蒲仲橋」バス停より徒歩にて南南東へ（星川（見沼代用水）の左岸側（東側）を下流方面へ）約10分。（距離約600m）[3][4]

## 周辺
- 生涯学習文化センターアミーゴ（久喜市立菖蒲図書館）
- 見沼代用水土地改良区
- 見沼代用水
- 星川
- 中島用水路
- 室内温水プールアクレ
- 上田用水
- 久喜市立菖蒲中学校
- 八束緑地グラウンド
- 久喜市役所菖蒲総合支所
- 緑のヘルシーロード
- 水と緑のふれあいロード